# Nicaragua (film, 1969)
Pour le pays, voir Nicaragua.
Nicaragua est un film allemand réalisé par Werner Schroeter, sorti en 1969.

## Fiche technique
- Titre : Nicaragua
- Réalisation : Werner Schroeter
- Scénario : Werner Schroeter
- Photographie : Robert van Ackeren
- Production : Peter Berling
- Format : 16mm
- Durée 80 min, noir et blanc.

## Distribution
- Magdalena Montezuma
- Gavin Campbell
- Carla Egerer (sous le nom de Carla Aulaulu)